# Sionne
Sionne é uma comuna francesa na região administrativa do Grande Leste, no departamento de Vosges. Estende-se por uma área de 11.79 km². Em 2010 a comuna tinha 142 habitantes (densidade: 12 hab./km²).